# Неизвестная (картина)
«Неизвестная» — картина русского художника Ивана Крамского (1837—1887), написанная в 1883 году и являющаяся частью собрания Государственной Третьяковской галереи. Размер картины — 75,5×99 см.
Портрет часто ошибочно называют «Незнакомкой» из-за одноименного стихотворения Александра Блока, написанного в Царском Селе в 1906 году. Сам Блок боготворил картину Крамского и любил ходить в Третьяковскую галерею до 1917 года.

## Композиция
На полотне изображена молодая женщина, проезжающая в открытом экипаже по Невскому проспекту у павильонов Аничкова дворца. Справа за её спиной виднеется Александринский театр. Она одета по последней моде 1880-х годов. На ней бархатная шляпка с перьями, украшенное мехом и лентами пальто, муфта и тонкие кожаные перчатки. Взгляд царственный, таинственный и немного грустный.

«Её наряд — шляпа „Франциск“, отделанная изящными легкими перьями, „шведские“ перчатки, сшитые из тончайшей кожи, пальто „Скобелев“, украшенное собольим мехом и синими атласными лентами, муфта, золотой браслет — все это модные детали женского костюма 1880-х гг., претендующие на дорогую элегантность. Однако это не означало принадлежности к высшему свету, скорее наоборот — кодекс неписаных правил исключал строгое следование моде в высших кругах русского общества».

«Неизвестная» считается одним из наиболее значительных и известных произведений Ивана Крамского. Дав полотну такое название, художник придал ему ореол таинственности и интриги. В идейно-художественном плане содержания образа «Неизвестной» живописцу удалось создать произведение, стоявшее на грани портрета и тематической картины.
В 2013 году в рамках проекта «Живопись в 3D» во дворе царскосельских Дежурных конюшен было установлено скульптурное воспроизведение картины работы Александра Таратынова.

## Прототипы
«Неизвестная» до сих пор остаётся загадкой художника. Ни в письмах, ни в дневниках он не оставил упоминаний о личности неизвестной. 
Существует неподтвержденная легенда, что прототипом героини картины послужила курская девушка крестьянка Матрёна Саввишна, вышедшая замуж за дворянина Бестужева (чьё личное имя не указывается, что подтверждает легендарность истории). Крамской познакомился с ней в Санкт-Петербурге и был пленён её красотой. Но в частном собрании Душана Фридриха в Праге хранится этюд, на котором та же женщина изображена, видимо, более достоверно.
Есть версии исследователей, например, искусствоведа Чижовой, что картина «Неизвестная» на самом деле была изначально портретом княгини Юрьевской (вторая, морганатическая жена императора Александра II) (только после гибели императора художник отошёл от первоначального замысла). Однако эта версия представляется сомнительной: картина была создана через два года после гибели императора Александра II и отъезда княгини Юрьевской за границу. Крамской, занимавший к тому моменту весьма высокое положение при дворе, вряд ли бы стал создавать портрет персоны, попавшей в опалу при следующем императоре Александре III.
Есть ещё версия, что на картине изображена лезгинка родом из Кусары.

## Критика
«Портрет неизвестной» вызвал сенсацию, когда впервые был выставлен, скорее из-за сюжета, чем из-за эстетических и художественных качеств работы. Один критик описал картину как изображение «кокетки в карете», в то время как другой писал о «вызывающе красивой женщине, всей в бархате и мехах, бросающей на вас насмешливо-чувственный взгляд из роскошной кареты — разве это не одно из детищ больших городов, которые выпускают на улицы женщин, одетых в наряды, купленные за цену их женского целомудрия».